# Organisation der Turkstaaten
Die Organisation der Turkstaaten (OTS) (türkisch Türk Devletleri Teşkilatı, weitere Sprachen siehe unten) ist eine 2009 gegründete internationale Organisation mehrerer Turkstaaten mit Hauptsitz in Istanbul. Mitgliedstaaten sind Aserbaidschan, Kasachstan, Kirgisistan, die Türkei und Usbekistan; Beobachterstaaten sind Nordzypern, Turkmenistan und Ungarn. Ziel der OTS ist die Förderung der Zusammenarbeit zwischen den Turkstaaten. Generalsekretär ist der kirgisische Diplomat Kubanytschbek Ömüralijew.

## Geschichte
Die Organisation der Turkstaaten (türkisch Türk Devletleri Teşkilatı, aserbaidschanisch Türk Dövlətləri Təşkilatı, kasachisch Түрік Мемлекеттері ұйымы Türık Memleketterı ūiymy, kirgisisch Түрк мамлекеттер уюму Türk mamleketter ujumu, usbekisch Turk Davlatlari Tashkiloti, turkmenisch Türk döwletleri guramasy, ungarisch Türk Államok Szervezete) wurde am 3. Oktober 2009 in der aserbaidschanischen Stadt Nachitschewan mit der Unterzeichnung des sogenannten Nachitschewan-Vertrags gegründet. Die Idee zur Organisation stammte vom kasachischen Präsidenten Nursultan Nasarbajew. Gründungsmitglieder des anfangs Kooperationsrat der turksprachigen Staaten bzw. Turkischer Rat genannten Staatenbundes waren Aserbaidschan, Kasachstan, Kirgisistan und die Türkei. Auf dem 8. Gipfeltreffen in Istanbul im November 2021 erfolgte die Umbenennung in Organisation der Turkstaaten. Die OTS kann verglichen werden mit dem Commonwealth of Nations oder der Arabischen Liga.

## Organisation

### Funktionsweise
Die prinzipiellen Organe der Organisation der Turkstaaten sind:
- Rat der Staatsoberhäupter (Devlet Başkanları Konseyi)
- Rat der Außenminister (Dışişleri Bakanları Konseyi)
- Senat (Aksakallar Konseyi, wörtl.: Rat der Weisen)
- Komitee von Beamtenexperten (Kıdemli Memurlar Komitesi)
- Sekretariat

Das wichtigste Entscheidungsgremium der Organisation ist dabei der Rat der Staatsoberhäupter. Jeweils für ein Jahr hat ein Land den Vorsitz, welcher in alphabetischer Reihenfolge unter den Mitgliedstaaten rotiert. Dabei übernehmen Vertretende dieses Landes den Vorsitz aller Organe. Ausnahme ist das Sekretariat, für welches ein Generalsekretär oder eine Generalsekretärin jeweils für vier Jahre gewählt wird. Die Aktivitäten werden vom Sekretariat mit Sitz in Istanbul koordiniert und unterstützt. Derzeit wird der Vorsitz der Präsidentschaft von der Türkei wahrgenommen.

### Weitere Suborganisationen
Die Organisation der Turkstaaten fungiert daneben ihrem Selbstverständnis nach als eine Schirmorganisation für bereits bestehende Kooperationsformen. Hierzu zählen unter anderem die
- Internationale Organisation der Kultur der Turkvölker (TÜRKSOY), Sitz in Ankara
- Parlamentarische Versammlung turksprachiger Länder (TÜRKPA), Sitz in Baku
- Akademie der Turkstaaten, Sitz in Astana

sowie einige weitere Vereinigungen.
Etwa einmal jährlich findet ein Gipfeltreffen der Organisation der Turkstaaten statt, an dem die Staatsoberhäupter zusammenkommen. Abgeordnete und Parlamentsvorsitzende treffen sich im Rahmen der parlamentarischen Versammlung in Baku.

### Generalsekretäre
| Name                     | Herkunftsland | Amtsbeginn     | Amtsende       |
| ------------------------ | ------------- | -------------- | -------------- |
| Halil Akıncı             | Türkei        | September 2010 | September 2014 |
| Ramil Hasanov            | Aserbaidschan | September 2014 | September 2018 |
| Baghdat Ämirejevw        | Kasachstan    | September 2018 | November 2022  |
| Kubanytschbek Ömüralijew | Kirgisistan   | November 2022  | im Amt         |

## Mitglieder

### Mitgliedsstaaten
| Staat               | Bevölkerung (2020) | Fläche (km²) | BIP (nominal) 2019 | BIP pro Kopf 2019 | BIP kaufkraftbereinigt und pro Kopf 2019 | Median-Vermögen/ Erwachsener 2019 |
| ------------------- | ------------------ | ------------ | ------------------ | ----------------- | ---------------------------------------- | --------------------------------- |
| Aserbaidschan       | 10.093.120         | 86.600       | 48,17 Mrd. $       | 4.805 $           | 15.052 $                                 | 610 $                             |
| Kasachstan          | 18.754.440         | 2.724.900    | 181,67 Mrd. $      | 9.812 $           | 27.466 $                                 | 893 $                             |
| Kirgisistan         | 6.591.600          | 199.900      | 8,87 Mrd. $        | 1.374 $           | 5.480 $                                  | 294 $                             |
| Türkei              | 84.339.070         | 783.562      | 761,00 Mrd. $      | 9.121 $           | 27.303 $                                 | 3.615 $                           |
| Usbekistan          | 34.232.050         | 448.978      | 59,91 Mrd. $       | 1.784 $           | 7.658 $                                  |                                   |
| Gesamt              | 154.010.280        | 4.243.940    | 1059,6 Mrd. $      | 6.880 $           | 16.591 $                                 |                                   |
| + Beobachterstaaten | 169.791.230        | 4.825.076    | 1268,4 Mrd. $      | 7.470 $           | 133.115 $                                |                                   |

Usbekistan lehnte aufgrund seiner neutralen Außenpolitik einen Beitritt zunächst ab. Im April 2018 gab der usbekische Präsident indessen bekannt, dass Usbekistan der Organisation der Turkstaaten beitreten werde; im September 2019 wurde der Vertrag ratifiziert, womit Usbekistan beim 7. Gipfeltreffen am 15. Oktober 2019 als fünftes offizielles Ratsmitglied teilnahm.

### Beobachterstaaten
| Staat                         | Bevölkerung (2020) | Fläche (km²) | BIP (nominal) 2019 | BIP pro Kopf 2019 | BIP kaufkraftbereinigt und pro Kopf 2019 | Median-Vermögen/ Erwachsener 2019 |
| ----------------------------- | ------------------ | ------------ | ------------------ | ----------------- | ---------------------------------------- | --------------------------------- |
| Ungarn                        | 9.749.760          | 93.036       | 163,53 Mrd. $      | 16.735 $          | 33.961 $                                 | 4.821 $                           |
| Turkmenistan                  | 6.031.190          | 488.100      | 45,23 Mrd. $       | 7.612 $           | 16.195 $                                 | 341 $                             |
| Türkische Republik Nordzypern | 382.230            | 3.355        | 4,3 Mrd. $         | 10.055 $          | 11.249 $                                 | 4.421 $                           |

Ungarn ist seit September 2018 Beobachter der Organisation der Turkstaaten. Hierbei erklärte Viktor Orbán, dass die Ungarn als Magyaren stolz auf ihre Herkunft und Beziehung mit den Turkvölkern Zentralasiens seien. Mit dem Anliegen, die Verbindung zu Europa und zur Europäischen Union zu vertiefen, wurde im September 2019 in Budapest ein Vertretungsbüro der Organisation der Turkstaaten eingerichtet und unter Teilnahme des türkischen Außenministers eingeweiht. Die Teilnahme Viktor Orbans am OTS-Gipfel 2024 in Şuşa während der Ratspräsidentschaft Ungarns geschah laut dem EU-Außenbeauftragten Josep Borrell ausschließlich im Rahmen der bilateralen Beziehungen zwischen Ungarn und der Organisation.
Turkmenistan lehnte aufgrund seiner neutralen Außenpolitik einen Beitritt zur Organisation der Turkstaaten bisher ab. Am 12. November 2021 nahm das Land das erste Mal – mit Beobachterstatus – an einem Gipfel in Istanbul teil. Am 3. Oktober 2022 kündigte der türkische Außenminister Mevlüt Çavuşoğlu an, dass Turkmenistan die Vollmitgliedschaft in der Organisation erhalten wird.

## Vision 2040 der türkischen Welt
Unter dem Namen „Turkic World Vision 2040“ haben die Staatsoberhäupter der Mitgliedsstaaten beim 8. Gipfeltreffen am 12. November 2021 in Istanbul eine gemeinsame Absichtserklärung unterschrieben. Das Dokument beinhaltet die Eckwerte und Rahmenbedingungen für die Zusammenarbeit bis 2040. Dabei wurden vier Fokusse gesetzt. Eine Auswahl aus dem Dokument:
1. Politische und Sicherheitszusammenarbeit: Es soll eine Verstärkung der Synergien zwischen den nationalen Institutionen forciert werden. Auch sollen die Staaten Erfahrungen und Expertise untereinander austauschen, um Defizite in entsprechenden Institutionen auszugleichen. Die Organisation der Turkstaaten möchte das Europabüro in Budapest ausbauen und die Zusammenarbeit mit europäischen Institutionen, wie beispielsweise der Visegrád-Gruppe, stärken. Weiter soll eine stärkere Zusammenarbeit in militärischen und polizeilichen Angelegenheiten stattfinden, um Radikalisierung, gewalttätigen Extremismus, Islamophobie, Fremdenfeindlichkeit und Terrorismus zu bekämpfen und die Sicherheit der Grenzen zu gewährleisten. Auch soll die Zusammenarbeit im Bereich der Cybersicherheit durch die Einrichtung einer gemeinsamen Cybersicherheitsplattform verbessert werden, um auf regionale und globale Sicherheitsherausforderungen rasch reagieren zu können.
2. Wirtschaftliche und sektorbezogene Zusammenarbeit: Beim Gipfel vom 12. November wurde mehrfach auf das Hauptziel der Verwirklichung des freien Verkehrs von Waren, Kapital, Dienstleistungen, Technologien hingewiesen und dem Ziel hohen Stellenwert gegeben. Insbesondere die Digitalisierung soll schneller vorangetrieben werden und Investitionen in Technologien erhöht werden. Dafür sollen die Mitgliedsstaaten der Organisation der Turkstaaten optimale Rahmenbedingungen für Start-ups und innovative Unternehmen schaffen. Des Weiteren wurde zum Ziel gesetzt, den transkaspischen internationalen Ost-West-Mittelkorridor zur kürzesten und sichersten Verkehrsverbindung zwischen Ost und West zu machen und die Mitgliedstaaten über diesen Korridor in die regionalen und globalen Lieferketten einzubinden. Visumspflichten und Zölle sollen so weit wie möglich abgeschafft werden. Im Bereich der Weltraumstudien sollen die entsprechenden Institute der Universitäten der Mitgliedsstaaten gemeinsame Projekte durchführen und gesammelte Daten allen Bildungseinrichtungen der Mitgliedsstaaten zur Verfügung gestellt werden. Des Weiteren soll die Zusammenarbeit zwischen den Mitgliedstaaten im Hinblick auf die Diversifizierung der Energieversorgung und saubere/grüne Energie, insbesondere im Bereich der erneuerbaren Energien wie Solar-, Bio-, Wind- und Kernenergie durch gemeinsame Investitionen und den Austausch von Wissen, Erfahrungen und Know-how stärker ausgebaut werden, wie auch strategische Energieinfrastrukturprojekte in der Region analog zur Baku-Tiflis-Ceyhan-Pipeline, zur Baku-Tiflis-Erzurum-Pipeline und zum Südlichen Gaskorridor zu realisieren, um die Nachfrage der Mitgliedstaaten zu decken und Handelspartnern alternative Routen anzubieten. Auch im Tourismus sind gemeinsame Projekte geplant. So soll das kulturelle Erbe der Region durch verschiedene innovative Tourismusprogramme und -projekte bekannt gemacht werden, verschiedene Arten von Tourismuspaketen, Kulturrouten und Touren in den Kategorien Ökotourismus, kulinarischer Tourismus, Abenteuertourismus, Gesundheitstourismus und spiritueller/heiliger Tourismus entwickelt und gefördert werden.
3. Zusammenarbeit zwischen den Bürgern: Hier besteht das Ziel darin, dass sich die Bürger der verschiedenen Mitgliedsstaaten näher kennenlernen. Dem gemeinsamen türkischen Erbe der größten Wissenschaftler, Dichter, Denker und Künstler soll mehr Wichtigkeit gegeben sowie die Traditionen, Bräuche und Folklore der Mitgliedstaaten sowie der Rolle der türkischen Welt im interkulturellen Dialog gepflegt werden. Im Bildungswesen ist eine Intensivierung der wissenschaftlichen und analytischen Forschungen über die gemeinsame türkische Geschichte, Kultur, Sprache, Literatur und Geographie vorgesehen. Zudem soll das Orhun-Austauschprogramm für Studenten und die Türkische Universitätsunion (TURKUNIB) ausgebaut werden. Auch für die Staatsbürger in der Diaspora sollen entsprechende Angebote zur Verfügung stehen. Im Bereich der Medien ist ein gemeinsames Zentrum für die Rundfunkanstalten und Medienproduktionsfirmen geplant. Das soll zur Förderung der Produktion von Filmen, Serien, Dokumentarfilmen, Zeichentrickfilmen und Audiomaterialien, die die Gemeinsamkeiten, die gemeinsame Geschichte und die gemeinsamen Werte der Mitgliedstaaten widerspiegeln, beitragen.
4. Zusammenarbeit mit externen Organisationen: Die Organisation der Turkstaaten möchte mit anderen Organisationen Kontakte knüpfen oder bestehende weiter ausbauen. Deshalb soll bis 2040 eine Stärkung der institutionellen Beziehungen zu den Vereinten Nationen und ihren Gremien, der Organisation für Islamische Zusammenarbeit (OIC), der Organisation für Sicherheit und Zusammenarbeit in Europa (OSZE) und der Konferenz über Interaktion und vertrauensbildende Maßnahmen in Asien (CICA) sowie der Aufbau neuer partnerschaftlicher Beziehungen zu bedeutenden regionalen Institutionen wie der Europäischen Union (EU), der Organisation für wirtschaftliche Zusammenarbeit im Schwarzmeerraum (BSEC), der Organisation für wirtschaftliche Zusammenarbeit (ECO) und der Visegrád-Gruppe vollzogen werden. Nicht zuletzt sollen alle Mitgliedsstaaten die 17 Ziele für nachhaltige Entwicklung der Vereinten Nationen pünktlich erreichen.